# Campionat del món de ciclisme en pista de 1973
El Campionat Mundial de Ciclisme en Pista de 1973 es va celebrar a Sant Sebastià (País Basc) del 22 al 27 d'agost de 1973.
Les competicions es van celebrar al Velòdrom d'Anoeta de Sant Sebastià. En total es va competir en 11 disciplines, 9 de masculines i 2 de femenines.

## Resultats

### Masculí

#### Professional
| Prova                 | Or                           | Argent                        | Bronze                       |
| Velocitat individual  | Robert Van Lancker · Bèlgica | Giordano Turrini · Itàlia     | Ezio Cardi · Itàlia          |
| Persecució individual | Hugh Porter · Regne Unit ·   | René Pijnen · Països Baixos · | Ferdinand Bracke · Bèlgica · |
| Darrere moto          | Cees Stam · Països Baixos    | Piet de Wit · Països Baixos   | Christian Raymond · França   |

#### Amateur
| Prova                     | Or                                                                 | Argent                                                                    | Bronze                                                                           |
| Velocitat individual      | Daniel Morelon · França                                            | Anatoly Iablunowski · Unió Soviètica                                      | Giorgio Rossi · Itàlia                                                           |
| Persecució individual     | Knut Knudsen · Noruega                                             | Herman Ponsteen · Països Baixos                                           | Ruppert Kratzer · RFA                                                            |
| Persecució per equips     | RFA · Günter Schumacher · Peter Vonhof · Hans Lutz · Günter Haritz | Regne Unit · Michael Bennett · Richard Evans · Ian Hallam · William Moore | Països Baixos · Gerrie Fens · Peter Nieuwenhuis · Herman Ponsteen · Roy Schuiten |
| Quilòmetre contrarellotge | Janusz Kierzkowski · Polònia ·                                     | Eduard Rapp · Unió Soviètica ·                                            | Herman Ponsteen · Països Baixos ·                                                |
| Tàndem                    | Txecoslovàquia · Vladimír Vačkář · Miloslav Vymazal                | Unió Soviètica · Viktor Kopylov · Vladimir Semenets                       | RDA · Hans-Jürgen Geschke · Werner Otto                                          |
| Darrere moto              | Horst Gnas · RFA                                                   | Rainer Podlesch · RFA                                                     | Gaby Minneboo · Països Baixos                                                    |

### Femení
| Prova                 | Or                                 | Argent                         | Bronze                            |
| Velocitat individual  | Sheila Young · Estats Units        | Iva Zajíčková · Txecoslovàquia | Galina Ermolaeva · Unió Soviètica |
| Persecució individual | Tamara Garkuchina · Unió Soviètica | Keetie Hage · Països Baixos    | Beryl Burton · Regne Unit         |

## Medaller
| Pos. | País           | Or | Plata | Bronze | Total |
| 1    | RFA            | 2  | 1     | 1      | 4     |
| 2    | Països Baixos  | 1  | 4     | 3      | 8     |
| 3    | Unió Soviètica | 1  | 3     | 1      | 5     |
| 4    | Regne Unit     | 1  | 1     | 1      | 3     |
| 5    | Txecoslovàquia | 1  | 1     | 0      | 2     |
| 6    | França         | 1  | 0     | 1      | 2     |
| -    | Bèlgica        | 1  | 0     | 1      | 2     |
| 8    | Polònia        | 1  | 0     | 0      | 1     |
| -    | Estats Units   | 1  | 0     | 0      | 1     |
| -    | Noruega        | 1  | 0     | 0      | 1     |
| 11   | Itàlia         | 0  | 1     | 2      | 3     |
| 12   | RDA            | 0  | 0     | 1      | 1     |
|      |                | 11 | 11    | 11     | 33    |